# 华丽硫珠菌
华丽硫珠菌（学名：Thiomargarita magnifica），是一种硫氧化γ-变形菌，于加勒比海小安的列斯群岛瓜德罗普美洲红树（Rhizophora mangle）腐烂的树叶表面被发现。 这种丝状细菌是已知最大的细菌，平均长度为10mm，有些个体达到20（0.79英寸）， 使得这种细菌肉眼可见。 该细菌在2022年2月提交的预印本中进行了描述。
这是目前为止发现的最大的细菌，也是第一个、目前唯一一个被发现以真核生物的方式，在膜结合的细胞器中明确分离其遗传物质之细菌。